# Anadendrum
Anadendrum — род многолетних травянистых лазящих растений семейства Ароидные (Araceae).

## Ботаническое описание
Лазящие травы.

### Листья
Листья двухрядные. Черешки с коленцем наверху, вложенные во влагалища почти до конца. Влагалища постоянные или опадающие.
Листовая пластинка косо-овально-продолговатая, с цельным краем. Первичные боковые жилки перистые, соединяются в краевую жилку, жилки более высокого порядка образуют сетчатый узор.

### Соцветия и цветки
Соцветие от одного до трёх в каждом симпоидальном ветвлении. Цветоножка относительно длинная. Покрывало продолговато-овальное, от лодкообразной формы до согнутого, зеленовато-белое, на вершине с клювовидным окончанием, выше початка, опадающее после цветения.
Початок на ножке, цилиндрический. Цветки двуполые, с околоцветником, околоцветник чешуйчатый, представляет собой единичную, подобную чашечке структуру, усечённую, короче или равную гинецею. Мужской цветок содержит 4 тычинки; нити относительно короткие, широкие, ложкообразные; связник тонкий; теки линейно-эллиптические, вскрывающиеся продольным разрезом. Пыльца полусферическая, маленькая (22 мкм). Завязь обратноконическая или обратнопирамидальная, почти четырёхугольная, одногнёздная; семяпочка одна, анатропная; фуникул короткий; плацента базальная; столбик такой же по ширине, как и завязь; рыльце поперечное, продолговатое.

### Плоды
Плоды — ягоды отчётливо усечённые на вершине, полушаровидные, оранжево-красные.
Семена округлое, полушаровидное; теста гладкая, глянцевая; зародыш большой; эндосперм отсутствующий.

## Распространение
Встречается в Китае, Камбодже, Лаосе, на Тайване, во Вьетнаме, Борнео, на Яве, в Малайзии, Филиппинах, в Сулавеси, Суринаме.
Растёт в тропических влажных лесах, иногда на скалах.

## Виды
По информации базы данных The Plant List, род включает 12 видов:
- Anadendrum affine Schott
- Anadendrum angustifolium Engl.
- Anadendrum badium P.C.Boyce
- Anadendrum cordatum Schott
- Anadendrum ellipticum Widyartini & Widjaja
- Anadendrum griseum P.C.Boyce
- Anadendrum latifolium Hook.f.
- Anadendrum marcesovaginatum P.C.Boyce
- Anadendrum marginatum Schott
- Anadendrum microstachyum (de Vriese & Miq.) Backer & Alderw.
- Anadendrum montanum Schott typus
- Anadendrum superans Alderw.